# Raoul Vaneigem
Raoul Vaneigem är en belgisk författare, filosof, arbetskritiker och anarkist. Han föddes i Belgien 1934, studerade romantikens filologi på Université Libre i Bryssel fram till 1956, gick med i Situationistiska Internationalen (I.S.) 1961, skrev sitt berömda Traktat om vardagslivets revolution, "Traité du savoir-vivre à l'usage des jeunes générations", 1967, samma år som Guy Debord förkunnade Skådespelssamhället. Båda upplevde de sina teorier omsatta i Majrevoltens verklighet året därpå, 1968.

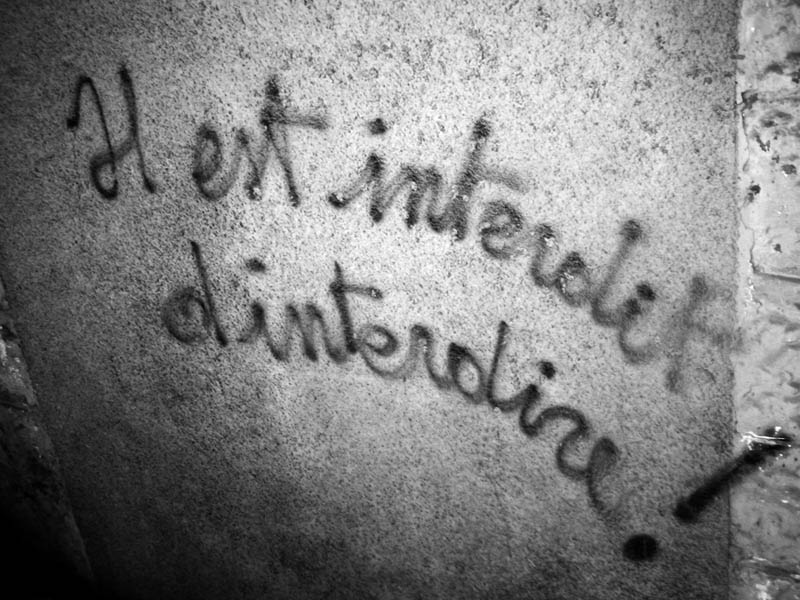
"Förbjudet att förbjuda!" Situationistisk slogan från Majrevolten på husvägg

## Vaneigem och Debord
Som författare, med kritiken av konsumtionssamhälle och alienation som gemensamt angreppsmål, är dessa två teoretiker mycket olika till stilen. Vaneigem är poetisk, visionär och livsberusad till sitt uttryck, medan Debords skrifter är intellektuella, stringenta och formfulländade. Man skulle också kunna säga att Debord står för ett klassicistiskt och Vaneigem för ett romantiskt uttryck, men det är ändå det filosofiska, civilisationskritiska och mycket radikala innehållet i deras texter som berör läsaren starkast. Det intresse för arbetarrådens organisationsform man övertagit från gruppen Socialisme ou Barbarie utvecklade Vaneigem till en passionerad beskrivning av det sociala livet efter revolutionen. En viss kritik för hedonism har förekommit men också tillbakavisats; det är en på naturlig väg förhöjd livskänsla, snarare än ett ständigt festande, som han förespråkar.  Vaneigem begärde utträde ur Situationistiska Internationalen 1970 av olika skäl, delvis för att I.S. mål (att ”skapa en situation”, ju större dess bättre) nu var uppfyllt och man därför inte längre behövdes som organisation. De enskilda medlemmarna av I.S. fortsatte i stället att arbeta på projektet var för sig.

## En radikal, aktuell och produktiv filosof
Vaneigem skrev ytterligare ett trettiotal böcker under minst sju olika pseudonymer. Här skall särskilt framhållas den lysande framställningen av den medeltida sekten Den fria anden  samt en historisk betraktelse över surrealismen.  Av intresse för naturrätt och rättshistoria är också hans "A Declaration of the Rights of Human Beings", som söker vidareutveckla och överskrida FN:s Deklaration om de mänskliga rättigheterna.
Sedan mitten av 1990-talet har ett förnyat intresse för situationismen gjort sig gällande. Vaneigem är ännu i denna dag aktiv, senast som förespråkare för nya kreativa strejkmetoder. I en intervju med Laurence Rémila i engelska The Idler våren 2005 säger han:
"Vad jag vill rekommendera är strejker som kräver att allt skall vara gratis. Det som är gratis är marknadsekonomins absoluta motsats, det är både en praktisk kampform och ett sätt att tänka som stämmer överens med denna generositet hos det levande som manifesterar sig i kärlek, vänskap, solidaritet eller i givandets njutning. Det är detta gratismedvetande, perfekt för att användas i den primära sektorn, som måste propageras överallt och stimulera uppfinningsförmågan. Se till att få tågen, bussarna och spårvagnarna att köra gratis och du kommer att framkalla sund tävlingslusta överallt, du kommer att väcka varje persons kreativitet till liv".

## Böcker översatta till svenska
Dessa småskrifter, utom Total självförvaltning, är utgivna av Gyllene flottan, varför översättningarna är att betrakta som kollektiva verk.
- 1967 - Grundläggande banaliteter
- 1970 - Livets rum och tid (under pseudonymen Dynamitarden från Asturien)
- 1974 - Total självförvaltning (under pseudonymen Ratgeb)
- 197? - Förnekandet vid lögnens port
- 197? - Om några teoretiska frågor
- 197? - Offret! (under pseudonymen Vampyren från Borinage)